# Blossia nigripalpis
Blossia nigripalpis är en spindeldjursart som först beskrevs av Roewer 1933.  Blossia nigripalpis ingår i släktet Blossia och familjen Daesiidae.

## Underarter
Arten delas in i följande underarter:
- B. n. agriope
- B. n. nigripalpis